# Зондские белки
Зондские белки (лат. Sundasciurus) — род белок, распространенный в Юго-Восточной Азии, который очень богат видами и формами.

## Особенности
Анатомически животные похожи на представителей рода прекрасных белок, но имеют более простую окраску. Их мех в основном серый или коричневый сверху и серый, белый или светло-рыжий снизу.

## Распространение
Виды рода обитают в Юго-Восточной Азии, причем ареалы разных видов имеют существенно разные размеры. Некоторые виды, такие как стройная белка, конехвостая белка или белка Лови встречаются от территории южного Таиланда и материковой Малайзии на Малайском полуострове, Индонезийских и Филиппинских островах и, таким образом, имеют сравнительно большие ареалы. Эти три вида содержат каждый по несколько подвидов. Другие виды  эндемики отдельных архипелагов, островов, и не встречается нигде кроме них. 

## Образ жизни
Зондские белки населяют тропические леса. Там они обитают в приземных, средних или даже более высоких лесных ярусах. Их рацион состоит в основном из фруктов и орехов, и достаточно часто из насекомых.

## Систематика
Род зондских белок Sundasciurus был выделен в 1958 году Джозефом Кертисом Муром как отдельный род из рода прекрасных белок (Callosciurus) из-за различий в строении  черепа, как номенклатурный тип  он выбрал белку Лови (Sundasciurus lowii). К этой же работе восходит разделение на два подрода Aletesciurus и собственно Sundasciurus.
Мнения о количестве видов расходятся. Одни источники объединяют несколько видов в общий вид, другие признают большее количество видов. Число видов росло со временем и по мере применения новых диагностических признаков. Так, в сводке Mammal Species of the World 2005 года издания Ричард У. Торингтон делит род Sundasciurus на два подрода и выделяет в них 15 видов. Спустя 7 лет тот же Р. Торингтон и Джон Копровски с соавторами в монографии Squirrels of the World выделили в этом роде 17 видов. И наконец Джон Копровски с соавторами в сводке Handbook of the Mammals of the World издания 2016 года распознаёт 18 видов. Здесь представлен наиболее полный список по версии Американского общества маммологов (ASM Mammal Diversity Database, v. 1.10):
- Sundasciurus altitudinis
- Белка Брука (Sundasciurus brookei)
- Даваоская белка (Sundasciurus davensis)
- Калимантанская горная белка (Sundasciurus everetti)
- Суматранская белка (Sundasciurus fraterculus)
- Конехвостая белка (Sundasciurus hippurus)
- Бусуангская белка (Sundasciurus hoogstraali)
- Белка Джентинка (Sundasciurus jentinki)
- Палаванская белка (Sundasciurus juvencus)
- Белка Лови (Sundasciurus lowii)
- Минданаоская белка (Sundasciurus mindanensis)
- Белка Меллендорфа (Sundasciurus moellendorffi)
- Sundasciurus natunensis
- Филиппинская белка (Sundasciurus philippinensis)
- Горная палаванская белка (Sundasciurus rabori)
- Sundasciurus robinsoni
- Самарская белка (Sundasciurus samarensis)
- Балабакская белка (Sundasciurus steerii)
- Sundasciurus tahan
- Стройная белка (Sundasciurus tenuis)

Список 2005 года в 2012 году Торингтон дополнил двумя видами  Sundasciurus altitudinis (Robinson and Kloss, 1916) из горных областей Суматры и Sundasciurus tahan (Bonhote, 1908), населяющая высокогорья Малайского полуострова. Эта позиция основана на результатах  молекулярно-биологического исселедования филогении рода Sundasciurus Робертом ден Текса с соавторами 2010 года. Ранее калимантанская горная белка (Sundasciurus everetti) относилась к  роду краснощёких белок (Dremomys), однако согласно более поздним молекулярно-биологическим исследованиям оказалось, что этот вид принадлежит к роду зондских белок (Sundasciurus), что нашло  отражение в сводке "Handbook of the Mammals of the World" (Справочник по млекопитающим мира) 2016 года издания. В середине 2020 года два подвида белки Лови стали рассматриваться какм отдельные виды: Sundasciurus natunensis с островов Натуна и Sundasciurus robinsoni с полуострова Малайзия.
Подразделение рода на два подрода Aletesciurus и Sundasciurus, поддержанное Ричпрдом Торинтоном в 2005 считается с середины 2020 года устаревшим, поскольку убедительных молекулярно-биологических диагностических признаков для подродов не обнаружено.

## Угрозы и охрана
МСОП классифицирует белку Джентинка, горную палаванскую белку и самарскую белку как находящихся под угрозой исчезновения. Палаванская белка (Sundasciurus juvencus) считается находящейся под угрозой исчезновения. Из-за вырубки тропических лесов популяции всех видов, вероятно, будут постоянно сокращаться.